# Enrique Enríquez
Enrique Enríquez, španski rimskokatoliški duhovnik, škof in kardinal, * 30. september 1701, Campi (Italija), † 25. april 1756.

## Življenjepis
16. decembra 1743 je bil imenovan za naslovnega nadškofa Nazianzusa; 29. decembra istega leta je prejel škofovsko posvečenje.
8. januarja 1744 je bil imenovan za apostolskega nuncija v Španiji.
26. novembra 1753 je bil povzdignjen v kardinala in 22. julija 1754 je bil ustoličen kot kardinal-duhovnik S. Eusebio.
16. septembra 1755 je postal uslužbenec Rimske kurije.